# 硬海绵

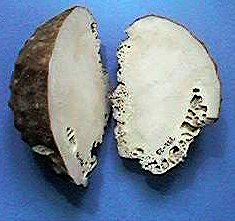
切开的月亮海绵（Ceratoporella nicholsoni）标本，来自加勒比海Pedro Bank，宽约15厘米。棕褐色组织覆有白色块状文石骨胳。

硬海绵或硬骨海绵曾作为硬海绵纲（Sclerospongiae，也称硬骨海绵纲）分类在多孔动物门中，最初是由Hartman和Goreau在1970年设立，但之後Vacelet发现在海绵不同的纲裡都有硬海绵的存在，表明了硬海绵纲不是具有亲缘关系的一组海绵分类单元。因此在新的分類裡，這個綱被解散了。
硬海绵的寿命可达500－1000年。
硬海绵包括月亮海绵（Ceratoporella nicholsoni）、Stromatospongia vermicola、Hispidopetra miniana、Stromatospongia norae、Goreauiella auriculatra以及Merlia屬，是由J. C. Lang等人在1975年详细描述。